# Doing it right

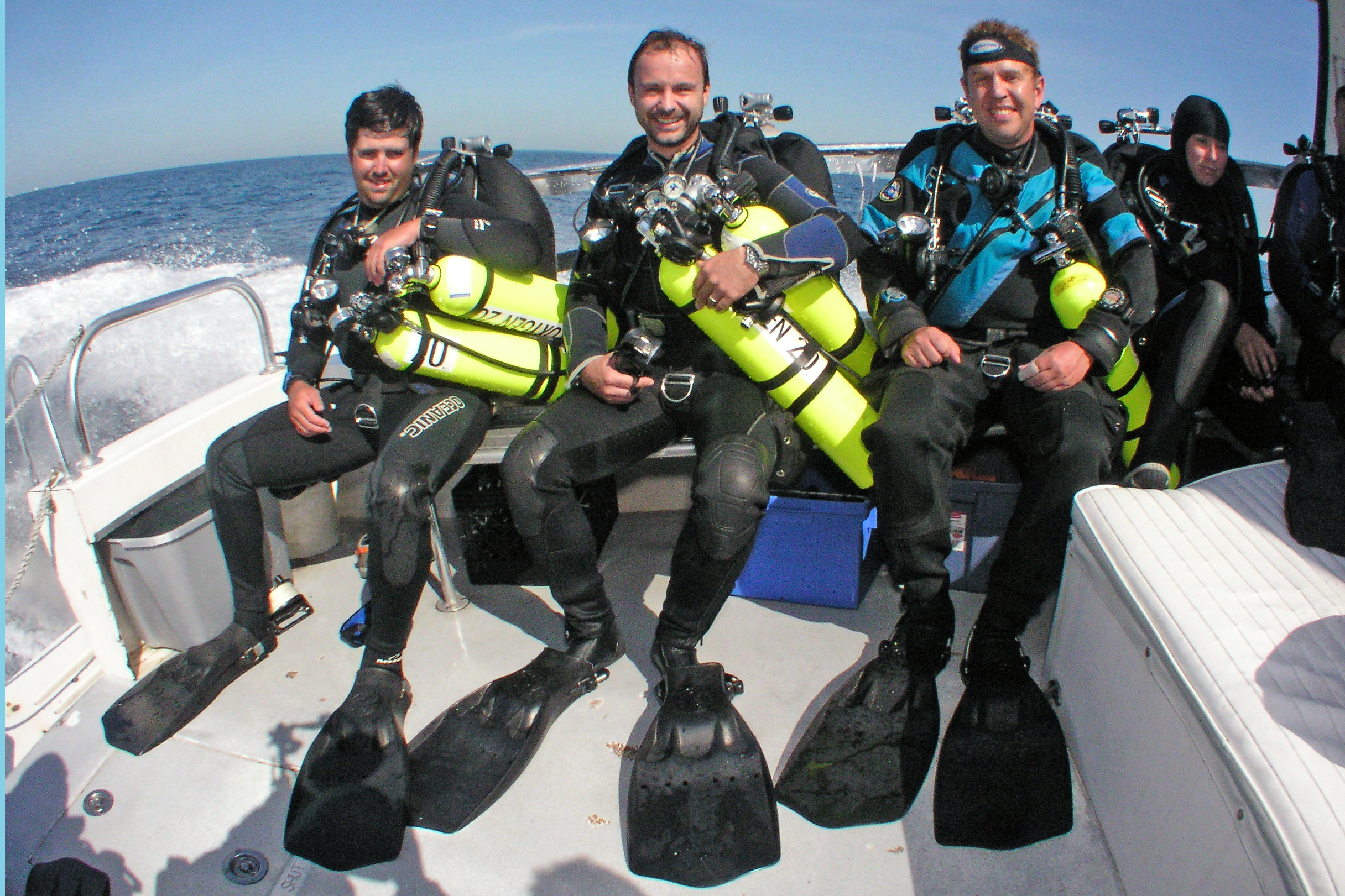
Taucher ausgerüstet mit der für DIR typischen Ausrüstungs-Konfiguration.

Doing It Right  (Akronym DIR) ist eine ganzheitliche, amerikanische Tauchideologie, die sich seit 1996 auch in Europa verbreitet und ein streng standardisiertes Vorgehen in allen Bereichen des Gerätetauchens im Team beschreibt. Besonderer Wert wird auf Sicherheit gelegt, daher bietet DIR seinen Anhängern neben einer exakt vorgegebenen Ausrüstungskonfiguration zahlreiche Vorschriften zur Beschaffenheit der Tauchausrüstung sowie eine eigenständige Ideologie. Diese wird insbesondere in der Abgrenzung zu den etablierten Tauchorganisationen deutlich, deren Mitglieder als „Stroke“ (eng. schräg) bezeichnet werden. Beginnend beim klassischen Sporttauchen mit wenig Ausrüstungsaufwand über anspruchsvolles, technisches Tauchen bis hin zur Erkundungstauchgängen unbekannter Höhlen werden Abläufe und Konfigurationen unverändert übernommen und ggf. entsprechend dem geplanten Tauchgang um erforderliche Zusätze erweitert.

## Geschichte
Als Ursprung des DIR-Systems gilt das sogenannte Hogarthian-System, welches von Bill Hogarth in den 1980er Jahren entwickelt und von George Irvine dem Projektleiter des Woodville Karst Plain Project (WKPP) in Florida weiterentwickelt und bei zahlreichen Expeditionen erfolgreich eingesetzt wurde.

## Ausrüstung
Grundidee des DIR-Systems ist es, die Ausrüstungskonfiguration, basierend auf den Erfordernissen für die Erforschung nordamerikanischer Unterwasser-Höhlen, auf ein Minimum zu reduzieren und zu vereinheitlichen. Für den geplanten Tauchgang überflüssige Ausrüstung wird nicht mitgenommen. Alle Mitglieder einer Tauchgruppe sind gleich ausgerüstet. Somit ist jedes Team-Mitglied mit Lage und Handhabung der einzelnen Ausrüstungsteile vertraut und das selbst bei einer Gruppe, die nie zuvor miteinander getaucht ist. Wichtige Ausrüstungsteile wie Atemgasversorgung und Licht müssen redundant vorliegen, um im Falle eines Verlustes oder Ausrüstungsversagens auf eine Reserve zurückgreifen zu können. Ein wesentliches Erkennungsmerkmal von DIR-Tauchern sind die vergleichsweise langen Schläuche der Atemregler. So sieht DIR vor, dass der Schlauch zur primären Luftversorgung mindestens eine Länge von 2,10 Metern aufweist, um in Notfallsituationen hintereinander Engstellen passieren zu können. In der Regel werden in Verbindung mit Trockentauchanzügen meistens mindestens 12-Liter-Doppel-Stahlflaschen mit nach ISO 12209-3 genormten DIN-Anschlüssen verwendet. Mit der zunehmenden Verbreitung im Sporttauchbereich werden zum Teil auch Monoflaschen verwendet. An der Grundkonfiguration der Ausrüstung ändert sich hierbei nichts.

## Einsatzbereich
Grundsätzlich eignet sich das System sehr gut für das Tauchen im Meer, in Seen und zum Wrack- oder Höhlentauchen. Da das DIR-System auf das Tauchen im Team abzielt, ist es für die Funktionsweise des Systems unabdingbar, dass alle Teammitglieder das System verstanden und umgesetzt haben. Weiterhin eignet es sich ausschließlich für Tauchplätze, die durchgängig betaucht werden können. Es funktioniert nicht, wenn einzelne Bausteine weggelassen oder modifiziert werden. Insbesondere ist es ungeeignet für Solotauchgänge.

## Ausbildung
Besonderes Gewicht legt das DIR-System auf die individuelle Ausbildung der einzelnen Taucher. So ist die perfekte Beherrschung der Grundtechniken des Tauchens, wie die Tarierung oder der Flossenschlag unbedingte Voraussetzung für das Management von Problemen während eines Tauchgangs. Mit zunehmendem Schwierigkeitsgrad der Tauchgänge müssen technische Abläufe immer besser verinnerlicht sein. DIR-Tauchen erfordert verlässliche, selbständige und redundant ausgerüstete Taucher, die sich an einheitliche Abläufe halten. Ideal ist ein eingespieltes Team von Tauchern mit gleichwertigem Ausbildungsstand und Training, um die Anforderungen auf zunehmend höherem Niveau erfüllen zu können.

## Körperliche Fitness
Körperliche Fitness ist ein weiterer Pfeiler dieses Systems. Die Belastungen eines Tauchgangs und ihr Einfluss auf die Dekompression und den Gasverbrauch kann ein trainierter Organismus besser und damit sicherer kompensieren.

## Ausbildungsorganisationen
Eine Ausbildungsorganisation, welche primär eine Ausbildung nach einigen Prinzipien von DIR anbietet, ist Global Underwater Explorers. (GUE)

## Kritik
Gerade in Kreisen der erfahrenen Gerätetaucher wird das DIR-System häufig heftig kritisiert. So werden DIR-Taucher oft als überheblich und arrogant empfunden, wozu in der Vergangenheit viele provozierende Aussagen des DIR-Mitbegründers George Irvine maßgeblich beitrugen. Interne DIR-Regeln wie „Never dive with Strokes!“ (also die Empfehlung, nicht mit Tauchern zu tauchen, die nicht das DIR-System anwenden) schüren den Konflikt zusätzlich. Als Hauptkritikpunkt wird jedoch meist aufgeführt, dass DIR-konforme Ausrüstung fast ausschließlich von amerikanischen Firmen hergestellt wird, welche zumindest anteilig den DIR-Gründern gehören. Weiterhin fühlen sich viele Taucher anderer Verbände durch die strengen und nicht immer einsichtigen DIR-Vorschriften bevormundet und in ihrer eigenen Willensfreiheit beschränkt.